# مسجد دلیگان
حسینه تاریخی دلیگان مربوط به دوره قاجار - دوره پهلوی است و در شهرستان برخوار، بخش برخوار، شهر خورزق، محله دلیگان، بلوار ولی عصر، کوچه مسجد جامع واقع شده و این اثر در تاریخ ۲۲ آبان ۱۳۸۶ با شمارهٔ ثبت ۱۹۸۵۱ به‌عنوان یکی از آثار ملی ایران به ثبت رسیده است.